# Fürstenau
Fürstenau – miasto w Niemczech, w kraju związkowym Dolna Saksonia, w powiecie Osnabrück, siedziba gminy zbiorowej Fürstenau. Według danych z roku 2008 miasto liczy 9 812 mieszkańców.

## Współpraca
Miejscowości partnerskie:
- Garwolin, Polska
- Hohen Neuendorf (dzielnica Borgsdorf), Brandenburgia
- Paistu, Estonia
- Ruurlo, Holandia